# Robert Blatter
Robert Blatter, né le 27 mai 1899 à Konolfingen (Suisse) et mort le 2 juin 1998 à Québec (ville) est un architecte québécois.

## Biographie
Né en banlieue de Berne, Robert Blatter suit des cours au lycée de Berne de 1912 à 1916, puis à l’École technique de la même ville de 1916 à 1918 et, finalement, à l’École des arts et techniques de Zurich de 1918 à 1921. En 1921, il travaille au bureau de l’architecte Henri Deville à Lunéville, architecte en chef du département de Meurthe-et-Moselle pour la reconstruction des régions dévastées par la guerre de 1914-1918. Il participe à la réfection des canalisations détruites et à la construction de l’église d’Embermenil. En 1922, il entre au service de Maxime Roisin et, dès 1923, il devient chef d’atelier. Blatter est à Paris au moment de la célèbre Exposition internationale des Arts décoratifs et industriels modernes. Selon ses dires, il aurait réalisé pour le compte de Henri Sauvage, le pavillon à toit conique Primavera des Grands Magasins du Printemps. Roisin reçoit à cette époque des contrats en provenance du Québec, dont la reconstruction de la Basilique Sainte-Anne-de-Beaupré et la décoration intérieure de la Basilique-cathédrale Notre-Dame de Québec, projets auxquels participera Blatter. 
En 1926, sur l’invitation de Roisin, Blatter vient voir l’état des chantiers au Québec et Raoul Chênevert, également impliqué dans la reconstruction de Notre-Dame de Québec, l’engage. Blatter travaillera pour l’agence Chênevert durant trois années, réalisant plusieurs des dessins de la firme mais dans un style qui ne répondait pas à ses aspirations. Les projets les plus importants sont alors : la prison de Chicoutimi, le garage Monaghan, la cité jardin rue Berry à Montréal, comprenant 400 appartements avec centre commercial et garage souterrain. À cette époque, il rencontre l’arpenteur-géomètre Henri Bélanger pour qui il conçoit une résidence de style international qu’il réalise à compter de 1929. Cette année-là, il entre au service de J. Aurèle Bigonesse comme chef d’atelier, poste qu’il occupera jusqu’en 1934. De cette période datent plusieurs réalisations de style international : maison Joncas (1932, détruite), maisons Langlois et Bienvenue, maison Bourdon (1934), maison Beauvais. C’est également vers 1932-1933 qu’il ouvre son « Studio de décoration intérieure moderne » dont les bureaux sont situés sur la rue Saint-Jean.

## Bâtiments et collaboration
- Cinéma Cartier, Rimouski (1937)
- Couvent Saint-Louis de Gonzague
- Pharmacie Brunet, Québec
- Magasins Lepage, Rimouski
- Maison Henri-Bélanger, 131, rue Claire-Fontaine, Québec (1929) et démolie au cours des années 60[2],[7]
- Maison Marguerite-Bélanger-Vallerand, Sillery[8]
- Maison Paul-Joncas, Sainte-Foy
- Maison Arthur-Langlois, Québec
- Maison Valmore-Bienvenue, Québec
- Maison A.-Émile-Beauvais, Sillery
- Maison Joseph-Kerhulu, Sillery
- Hôpital de Havre Saint-Pierre
- Hôpital de Sainte-Anne-de-Beaupré (1929)[3]
- Hôpital de la Malbaie
- Hôpital de l’Enfant Jésus, Québec (1948)
- Colisée Pepsi (1949)
- CHUL alors appelé hôpital des Vétérans (1953-1954 - avec les architectes Charles A. Jean et Roland Dupéré)
- Maison généralice des Sœurs de la Charité de Québec à Beauport (1953-1956)[9]
- Édifice de La Solidarité (1959-1960)
- Église Saint-Louis-de-France, Sainte-Foy (1960-1961), démolie en 2021[10]
- Hôtel-Dieu de Gaspé (1964)[5].

## Collections et archives
Musée de la civilisation, Québec
Musée national des beaux-arts du Québec

## Hommages
- Une plaque "Ici vécut de la ville de Québec est présente au 49, rue Aberdeen, en son honneur, pour indiquer son ancien lieu de résidence.